# 末田清子
末田 清子（すえだ きよこ）は、日本のコミュニケーション学者、青山学院大学国際政治経済学部教授。専門は、異文化間コミュニケーション、社会学、社会心理学。

## 来歴
立教大学社会学部社会学科卒業。カンザス大学大学院修士課程修了、カリフォルニア州立大学フラトン校大学院修士課程修了。Ph.D.(Applied Social Science)。桜美林大学国際学部非常勤講師、株式会社プラディ非常勤講師、北星学園大学文学部専任講師、同大同学部助教授、フェリス女学院大学文学部コミュニケーション学科(異文化トレーニング担当)非常勤講師などを経て、現職。

## 著書

### 単著
- 「多面的アイデンティティの調整とフェイス（面子）」、ナカニシヤ出版、2012年

### 共編著
- 「コミュニケーション学：その展望と視点　増補版」（福田浩子）松柏社、2011年
- 「コミュニケーション研究法」（抱井尚子・田崎勝也・猿橋順子　編著） 、ナカニシヤ出版、2011年
- 「PAC分析研究･実践集1」(内藤哲雄・井上孝代・伊藤武彦・岸太一編)「第５章　アイデンティティ調整における面子の意識とシェイム(shame)およびプライド(pride)――帰国子女の事例を通して――」、ナカニシヤ出版、2008年
- 「大学の英語教育を変える：コミュニケーション力向上への実践指針」(山地弘起編著)「第２章　異文化コミュニケーション力を育てるために」 、玉川大学出版部、2008年
- 「コミュニケーション学：その展望と視点」（福田浩子）松柏社、2003年
- 「社会構造の探究―現実と理論のインターフェイス』(笠原清志・西原和久・宮内正編)「“恥ずかしさ”に関する一考察―日本人と英語文化圏出身の外国人とのインタラクションから」 新泉社、1995年

### 共訳書
- Kathy Charmaz 「グラウンデッド・セオリーの構築：社会構成主義からの挑戦」、抱井尚子（監訳）、ナカニシヤ出版、2008年